# Pfarrhaus (Diepolz)

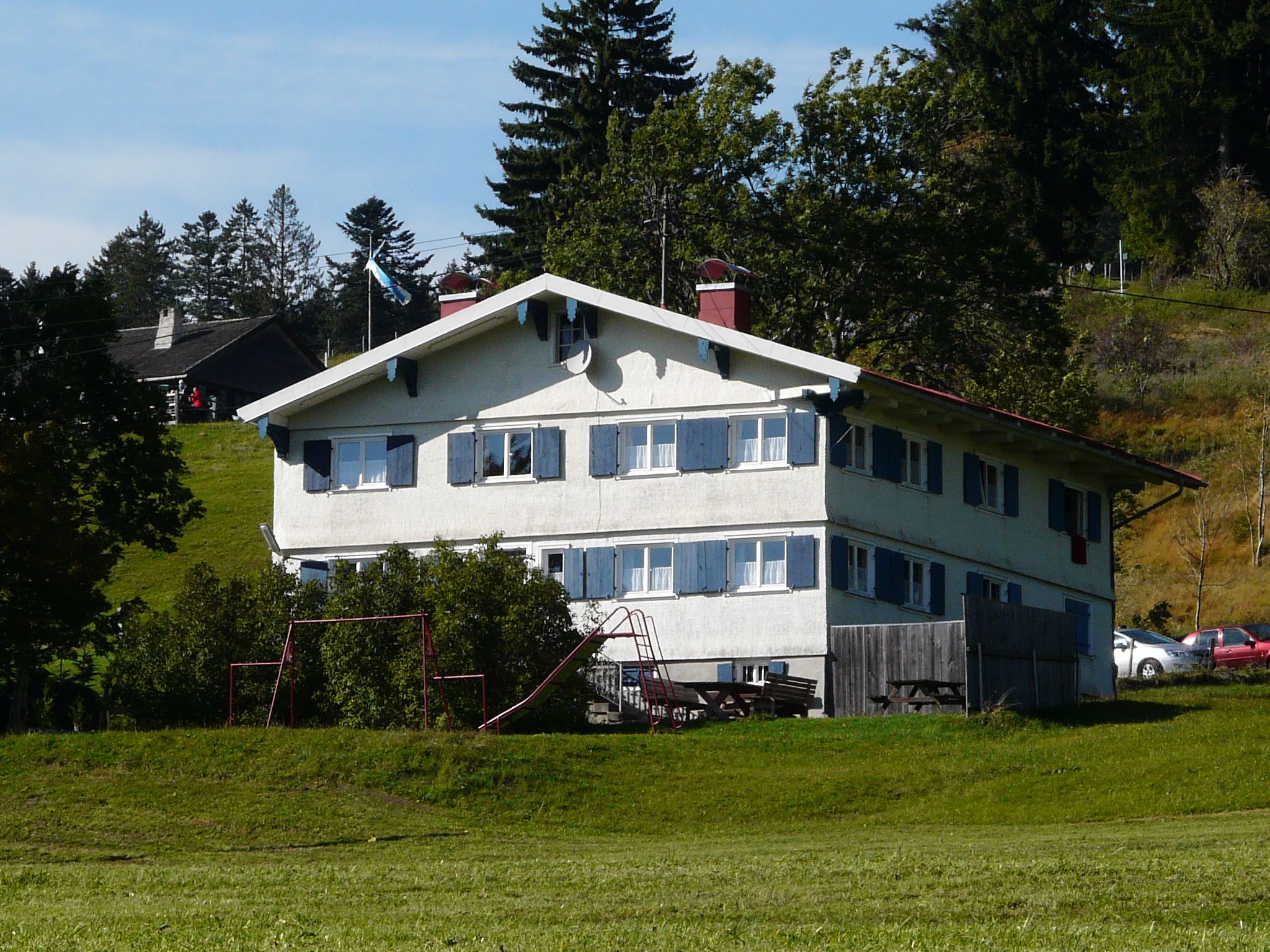
Pfarrhaus in Diepolz

Das Pfarrhaus in Diepolz, einem Stadtteil von Immenstadt im Allgäu im Landkreis Oberallgäu im bayerischen Regierungsbezirk Schwaben, wurde 1806 errichtet. Das Pfarrhaus mit der Adresse Diepolz 19 ist ein geschütztes Baudenkmal.
Der zweigeschossige, verschindelte Blockbau mit flachem Satteldach und profilierten Pfettenköpfen wurde 1806 erbaut.